# O País em Memória
O País em Memória foi um programa informativo semanal da RTP Memória, que estreou em 2004 e terminou em 2008. Inicialmente coordenado e apresentado pelo jornalista e historiador António Louçã, e depois por Samuel Costa e La Salette Marques, o programa contava com a recordação dum evento marcante ou duma personagem relevante da história contemporânea, com a participação de convidados em estúdio e recurso a imagens de arquivo.

## Apresentadores
- António Louçã (2004-2007)
- Samuel Costa (2007)
- La Salette Marques (2007-2008)